# Nonito Donaire
Nonito Donaire, Jr. (Talibon, Bohol, Filipinas, 16 de noviembre de 1982) es un boxeador profesional filipino-estadounidense. Es el actual supercampeón de la WBA, también destaca por haber sido campeón mundial en cinco categorías de peso, y en total ha conquistado siete títulos mundiales en su carrera. Posee un estilo ambidiestro.
Donaire ha sido el supercampeón de la Asociación Mundial de Boxeo (WBA) en el peso pluma. Campeón de peso supergallo de la Organización Mundial de Boxeo (WBO), la Federación Internacional de Boxeo (IBF) y diamantecampeón del Consejo Mundial de Boxeo (WBC). Ha conquistado también el campeonato de peso gallo de la Organización Mundial de Boxeo (WBO) y del Consejo Mundial de Boxeo (WBC), interino del peso supermosca de la Asociación Mundial de Boxeo (WBA); y peso mosca de la Federación Internacional de Boxeo (IBF), y la Organización Internacional de Boxeo (IBO). Actualmente es campeón mundial supergallo de la Organización Mundial de Boxeo (WBO).

## Biografía
Donaire nació en Talibon, Bohol, Filipinas. Sus padres son Nonito “Dodong” e Imelda Donaire, y es el tercero de cuatro hermanos, cuyos nombres son Glenn, Rosiel y Ermie. Creció en la ciudad General Santos, Cotabato del Sur, y practicó boxeo en la misma escuela de Manny Pacquiao. Su padre, que no terminó la escuela, sirvió en la fuerza armada filipina por ocho años y fue boxeador amateur antes de partir a los Estados Unidos en 1990, en busca de una mejor vida. Nonito se reencontró con su padre en 1993, en Van Nuys, Los Ángeles, California.
En sus años de adolescencia, entrenó junto a su hermano mayor Glenn, siendo Nonito quien terminaba vapuleado en la mayoría de ocasiones. Asimismo, pasaba el tiempo observando vídeos del pugilista nicaragüense Alexis Argüello, y fue así como aprendió a utilizar su gancho izquierdo de mejor manera. Mientras estudiaba en la secundaria de San Lorenzo, en San Lorenzo, California, sus hermanos acumulaban campeonatos regionales de boxeo. Precisamente, su primo, Richard Donaire, es también un boxeador profesional.
La esposa de Donaire es Rachel Marcial, una filipina—estadounidense que ha sido campeona nacional de taekwondo a nivel colegial y castrense. Ambos contrajeron matrimonio el 8 de agosto de 2008, en una ceremonia privada en la localidad de Carmel, California.

## Carrera amateur
Durante su carrera amateur en los Estados Unidos, ganó tres campeonatos nacionales: el National Silver Gloves de 1998, el National Junior Olympics de 1999, y el National USA Tournament del año 2000. También ganó el International Junior Olympics de 1999. Su récord fue de 68 victorias y 8 derrotas, con 5 nocauts técnicos.

## Carrera profesional
Donaire inició su carrera profesional junto a su hermano en 2001. Ambos firmaron con la promotora Jackie Kallen, quien les pagaba un salario mensual de $1,500 a cada uno. Después de cuatro combates, de los cuales perdió el segundo, Donaire y su hermano Glenn se desligaron de Kallen y retornaron a Manila con su padre. Aunque ambos meditaron acerca de reanudar su carrera en el boxeo en las Filipinas, decidieron regresar a San Leandro, California, donde su padre opinaba que habría menos distracciones.

### Primeros años en el profesionalismo
Conquistó su primer título regional en peso mosca, cuando derrotó a Kaichon Sor Vorapin por el título asiático y del Pacífico, vacante de la WBO, en Guam, el 9 de septiembre de 2002. Ganó por nocaut a quien sería un retador por el cetro mundial de la WBO en el segundo asalto.
Se adjudicó su segundo título regional, por la Federación Norteamericana de Boxeo (NABF por sus siglas en inglés), en peso supermosca, derrotando a Kahren Harutyunyan por decisión dividida el 20 de enero de 2006. Dos jueces dieron ventaja a Donaire por 97-92 y 97-92; y el restante, 95-94 para Harutyunan.
El 7 de octubre de 2006, se hizo del título supermosca de la Organización Norteamericana de Boxeo (NABO por sus siglas en inglés) y lo defendió ante el veterano Óscar Andrade; los resultados de los jueces fueron 118-109, 116-112, y 116-112. Su hermano mayor, Glenn Donaire, perdió ante Vic Darchinyan esa misma noche.

### División de los pesos mosca
Con un récord opaco de siete victorias y una derrota, ganó los títulos de la IBF y la IBO, cuando batió en el quinto asalto por nocaut, al hasta entonces invicto Vic Darchinyan el 7 de julio de 2007. Esta victoria fue premiada por la revista The Ring como el "Nocaut del Año" y el "Upset of the Year" (la sorpresa del año), el 23 de diciembre de 2007.

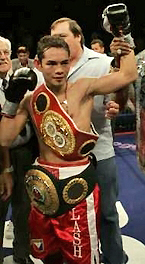
Nonito Donaire en 2007.

El 1 de diciembre de 2007, defendió por primera vez el título ante el mexicano Luis Maldonado, a quien ganó por nocaut técnico en el octavo asalto, manteniendo así su corona de la IBF y la IBO. Tras la pelea expresó: "Creo que este día he demostrado mi capacidad, pero no di lo mejor de mí; pues me sentí lento. No sentía mis piernas. No sé cual era el problema. No me podía mover bien, así que traté de confiar en los movimientos de mi cuerpo."
A finales del mes de junio de 2008, Donaire se desligó de su promotor Gary Shaw debido a que el número de peleas programadas no eran suficientes para mantenerse activo, y Shaw no había dado a conocer las ganancias de combates previos, bajo la normativa de la Ley de enmienda del boxeo "Muhammad Ali". Días después de dejar la empresa Gary Shaw Productions, firmaría con la empresa Top Rank Boxing.
El 2 de noviembre de 2008, retuvo su título mundial de peso mosca de la IBF y la IBO, a través de una victoria por nocaut técnico sobre Moruti Mthalane en el sexto asalto (1' 31).
El 19 de abril de 2009, enfrentó al estadounidense Raúl Martínez, en su tercera defensa del título de peso mosca de la IBF y la IBO, en el Araneta Coliseum, en la provincia de Quezón, Filipinas. Donaire se adjudicó un nocaut técnico después de 2 minutos y 42 segundos en el cuarto asalto. Debido a esta victoria, fue posicionado en el séptimo lugar del ranking "libra por libra" de la revista The Ring. Desde esa pelea, ha entrenado bajo la dirección de los hermanos Peñalosa (Gerry, Dodie Boy, y Jonathan).
Por otra parte, el 31 de julio de 2007, conoció a la presidenta de Filipinas Gloria Macapagal Arroyo. Asistió junto a Florante Condes, quien había ganado el título de peso mínimo de la IBF, el mismo fin de semana que lo había conquistado Donaire. Acerca de la experiencia, el boxeador expresó que tuvo un "sentimiento extraordinario. Era indescriptible. El momento que subí las escaleras, estando ella arriba, y cuando le miré, por un instante no le pude ver la cara. Fue un gran honor".

### División de los pesos supermosca
La IBF ordenó una revancha entre Donaire y Moruti Mthalane el 1 de agosto de 2009. Sin embargo, el representante de Donaire expresó el interés del boxeador en subir al peso supermosca, es decir, de las 115 libras. En un principio, Donaire tenía programado un combate contra Hugo Fidel Cazares el 15 de agosto, pero las negociaciones no fructificaron a lo largo del año. Rafael Concepción, de Panamá, reemplazó a Cazares como su oponente para la disputa del título interino de Asociación Mundial de Boxeo (WBA), la cual se promovió con el eslogan "Pinoy Power 2". El filipino contrató a Mike Bazzel como entrenador especializado, para complementar a Dodie Boy y Jonathan Peñalosa, y el campo de entrenamiento fue en Undisputed Boxing Gym en San Carlos, un suburbio de cercano a San Mateo, California. Por otra parte, dedicó la pelea a la fallecida Presidenta Corazón Aquino, por lo que pidió a Everlast, empresa de productos deportivos relacionados al boxeo, que le diseñara una bata con las letras “I. M. O. (en memoria de) Pres. Cory Aquino”. Concepción rebasó el límite del peso supermosca (115 lb), por lo que únicamente Donaire podría ganar el título. Después de los doce asaltos, el filipino ganó el combate por decisión unánime. Dos días después de la victoria, arribó a Manila en medio de una entusiasta bienvenida, siendo acompañado por el alcalde Alfredo Lim en un desfile.
El 13 de febrero de 2010, enfrentó a Manuel Vargas en la primera defensa de su título interino del peso supermosca de la WBA, en Las Vegas Hilton, en Las Vegas, Nevada. Vargas reemplazó a Gerson Guerrero, quien no había superado exámenes visuales por lo que no le fue permitido combatir. Vargas se decidió por la pelea en tres días, después de recibir la noticia y debió subir tres divisiones de peso. El encuentro fue denominado "Pinoy Power 3". Donaire ganó por nocaut en el tercer asalto (1' 33) y retuvo su título.
Tras la pelea expresó su interés de enfrentar al armenio Vic Darchinyan, como una revancha, o Fernando Montiel, ambos campeones vigentes, mientras planeaba subir a la división de los pesos gallo.
De acuerdo al promotor de Top Rank, Bob Arum, Donaire enfrentaría al campeón del peso supermosca del WBC y la WBA, Vic Darchinyan, el 21 de agosto de 2010 en Home Depot, California. Después de semanas de incertidumbre por la revancha, Arum aseveró que todo estaba listo. Sin embargo, el combate se frustró el 5 de mayo de 2010, y por tanto fue cancelado. Según la versión de Donaire, la suspensión no se debió al tema de los derechos de televisión, por el contrario, Darchinyan simplemente no quería enfrentarlo.
Donaire se encontraba interesado en pelear contra el campeón mundial de peso gallo de la WBO y el WBC, el mexicano Fernando Montiel. No obstante, el filipino afirmó que buscaría una pelea por otro título mundial en la división de los supermosca antes de encarar a Montiel.
Posteriormente, Bob Arum anunció que Donaire estaría en la cartelera del encuentro estelar de Juan Manuel López y Bernabé Concepción el 10 de julio de 2010, en el Coliseo José Miguel Agrelot, en San Juan, Puerto Rico. Su oponente sería conocido en los días siguientes. El puertorriqueño Eric Morel resultó elegido, pero este declinó la oferta. Por tanto, Donaire decidió subir al peso gallo, en vista que no tenía rival en el supermosca; en primer lugar evitó pelear contra Hernan "Tyson" Márquez, quien acababa de perder en un resultado polémico contra Richie Mepranum. Sin embargo, ambos combatieron en la división de los supermosca. Donaire ganó por nocaut técnico en el octavo asalto. Esta ha sido su última pelea en los supermosca.

### División de los pesos gallo

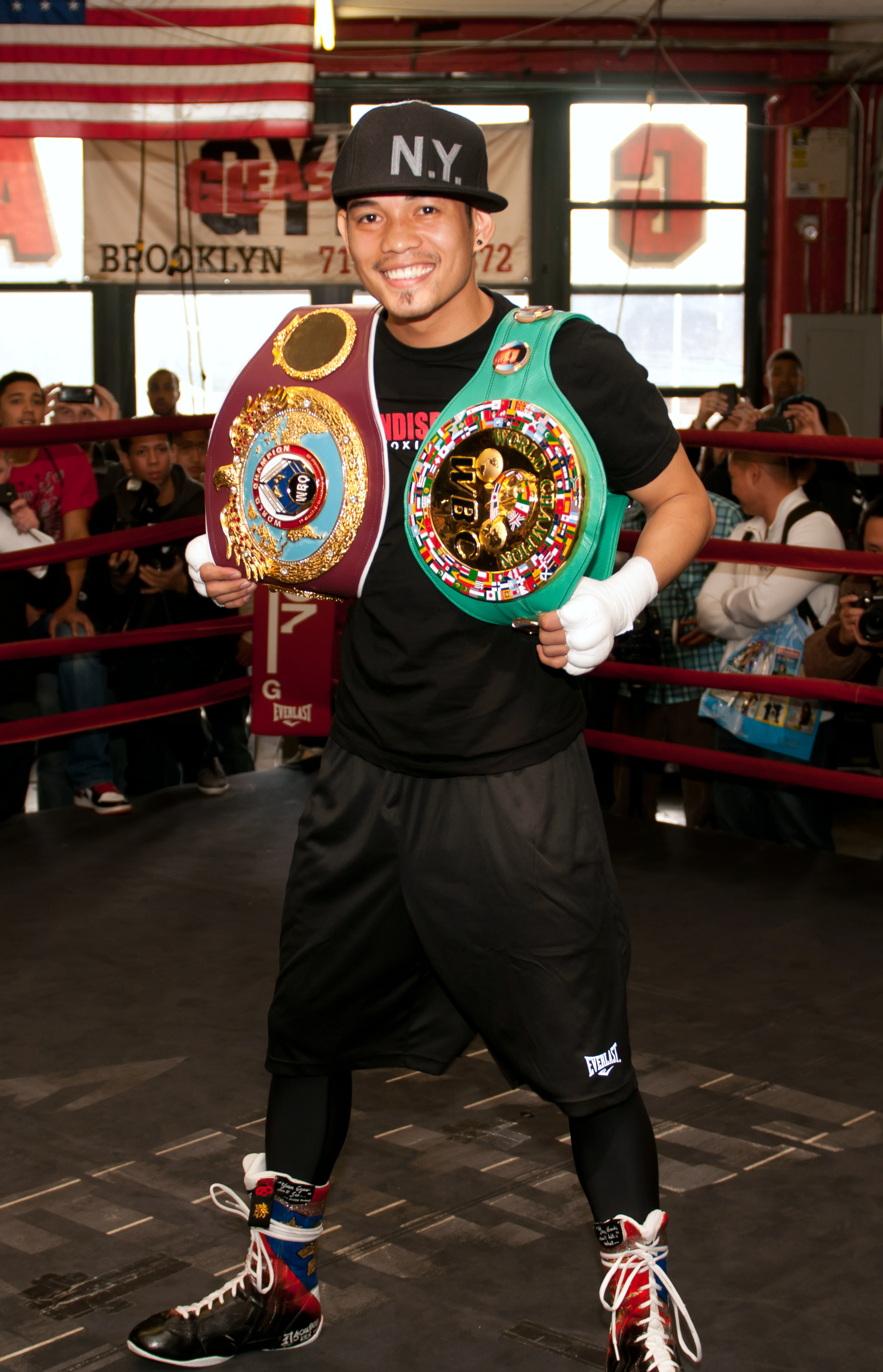
Donaire cargando sus títulos de la WBO y del WBC de peso gallo en los hombros, en un entrenamiento público en el gimnasio de Gleason, en octubre de 2011.

Posterior a la victoria sobre Márquez, Donaire volvió a reafirmar su intención de competir en la división de los pesos gallo (118 libras), para enfrentar al monarca de la WBO y el WBC, Fernando Montiel.
El 4 de diciembre de 2010, retó al ex campeón de los pesos gallo de la WBA, Wladimir Sidorenko, por el título continental americano vacante del WBC. Donaire mandó a la lona a Sidorenko en tres ocasiones, y se convirtió en el primero en vencer al ucraniano por nocaut. Ese triunfo le dio la oportunidad de enfrentar al mexicano Fernando Montiel.
El 19 de febrero de 2011, Donaire derrotó por TKO a Fernando Montiel en el segundo asalto, por lo que se proclamó como campeón mundial de peso gallo del WBC y la WBO. En el asalto decisivo, el filipino recibió un golpe de derecha en la cabeza por parte de Montiel, pero casi simultáneamente dio un contundente golpe de izquierda que mandó a la lona al mexicano. Montiel logró levantarse, pero Donaire se abalanzó para conectar golpes de derecha e izquierda, antes que el referí Russell Mora parase la pelea, tras dos minutos y 25 segundos. Con esta victoria, se convirtió en el segundo filipino, y tercer asiático, en convertirse en triple campeón mundial en igual número de categorías.
El 28 de febrero de 2011, el Senado de las Filipinas resolvió, a petición de los senadores Pía Cayetano y Manuel Lapid, felicitar y elogiar públicamente a Nonito Donaire por su notable desempeño como boxeador filipino, y por honrar y enorgullecer a su país.
El 22 de octubre de 2011, expuso sus títulos ante el campeón mundial supermosca de la WBO, el argentino Omár Narváez. Donaire obtuvo la victoria por puntos, en decisión unánime (120-108 en los tres jueces).

### División de los pesos supergallo
El 4 de febrero de 2012 se enfrentó al puertorriqueño Wilfredo Vásquez Jr.; obteniendo la victoria con una controvertida decisión dividida, puesto que el filipino tuvo un dominio casi absoluto todo el tiempo(Vásquez Jr. cayó a la lona en el 9° asalto). Con esta victoria Nonito Donaire ganó el título vacante de la WBO y por ende su cuarto título en distintas divisiones.
El 7 de julio, derrotó al sudafricano Jeffrey Mathebula por decisión unánime, a quien además arrebató el título de la Federación Internacional de Boxeo. Sin embargo, durante el desarrollo de la pelea tuvo problemas con la estatura de su contrincante Mathebula, a quien había derribado a finales del cuarto asalto. Con esta victoria Donaire, unifica los títulos de la WBO y de la IBF del peso supergallo.
El 13 de octubre, en el Home Depot Center de Carson; Donaire se enfrentaría con el campeón Emérito del WBC, el japonés Toshiaki Nishioka; en defensa de sus títulos de la WBO y de la IBF, además de pelear por los títulos vacantes de la revista The Ring y Diamante del WBC. Durante la pelea Donaire pudo dominar todos los asaltos; y el japonés solo atinaba a defenderse y lanzaba pocos golpes; en el 6° asalto, el filipino conectó un gancho de izquierda al abdomen de su contrincante, lo que hizo caer a la lona a Nishioka; y en el 9° asalto, un potente golpe de derecha de Donaire, volvió a enviar a la lona a su contrincante, logrando levantarse pero en un claro mal estado, al reiniciar la pelea, Nonito se abalanzó contra su oponente; y viendo esto, tanto el réferi como la esquina de Nishioka decidieron parar la pelea; ganando así Donaire por TKO.
El 15 de diciembre de 2012 se enfrentó a la leyenda mexicana Jorge Arce en defensa de sus títulos en el Toyota Center de Texas. La pelea fue completamente dominada por Donaire, enviándolo a la lona una vez en el primer asalto y dos veces en el segundo; la última caída de éste vendría por un potente golpe de izquierda del filipino a la mandíbula de Arce, luego de esto el mexicano no volvió a levantarse y el réferi decretó KO en favor de Donaire; luego de la pelea, en la entrevista, Jorge diría que esa era su última pelea como boxeador y que luego iba a participar como comentarista.
Para el 13 de abril de 2013, Nonito tendría la pelea más complicada de su carrera al enfrentar al boxeador cubano Guillermo Rigondeaux, el cual tenía el cinturón supergallo de la WBA y además había logrado una asombrosa carrera amateur ganando dos medallas de oro en los juegos olímpicos. La pelea se llevó a cabo en el Radio City Music Hall de Nueva York.
Durante la pelea, Donaire se vio esquivo, aunque era él quien iba hacia adelante durante ésta, además, Rigondeaux evadía los golpes del filipino caminando hacia los costados. Al parecer la pegada del cubano hizo que Donaire fuese más cauteloso al momento de lanzar golpes; no obstante en el décimo asalto, Donaire aprovechó un clinch para conectar un potente golpe de izquierda al rostro de su oponente, enviando a este a la lona. Para el último asalto, buscando de manera desesperada al cubano, Donaire es contra-golpeado y recibe en el pómulo derecho un violento golpe de Rigondeaux que le afecta un poco la parte inferior del ojo y termina el asalto retrocediendo y cubriéndose esa área. Finalmente, la pelea llegaría a los 12 asaltos, con una superioridad del cubano durante estos; dándole los jueces la victoria por decisión unánime con tarjetas de 113-114, 112-115 y 111-116. Así Donaire perdería por segunda vez en su carrera (luego de 12 años) y Rigondeaux se agenciaría con los títulos mundiales supergallo de la WBO y de la revista The Ring, coronándose como el mejor boxeador de las 122 libras.

### División de los pesos pluma
Luego de su derrota ante Rigondeaux, Donaire se tomaría un descanso de casi siete meses; para que el 9 de noviembre desde Corpus Christi, Texas; se enfrentase en pelea de revancha ante el armenio Vic Darchinyan, en el peso pluma. Durante el primer asalto, ambos peleadores fueron cautelosos, siendo Donaire el que sería ligeramente superior a su contrincante; para el segundo asalto, un potente derechazo de Nonito, haría retroceder al armenio; no obstante para el tercer asalto, Vic sería mejor, con potentes golpes de izquierda lograría conectar a Donaire; durante los asaltos siguientes, se veía una menor calidad boxística de parte del filipino, respecto a otras peleas, por lo que el combate iba parejo; no sería hasta el noveno asalto, que un descuido del armenio sería aprovechado por Donaire para conectar un fuerte izquierdazo a la cabeza, enviándolo a la lona; aunque Darchinyan lograría levantarse, este no pudo recuperarse, por lo que Nonito lograría conectar una potente combinación de golpes a su rival, al ver esto el réferi decidió detener la pelea y a los dos minutos con seis segundos del noveno asalto; Donaire obtendría la victoria por TKO, ganando así la revancha y obteniendo una victoria en su debut en el peso pluma.
Regresa al ring el 31 de mayo contra el supercampéon WBA de peso pluma, el sudafricano Simpiwe Vetyeka; desde el Cotai Arena en Macao, China. Durante el primer asalto la pelea fue pareja; faltando muy poco para finalizar el asalto, el codo izquierdo de Vetyeka rosa la ceja izquierda de Nonito provocándole un corte. A partir del segundo asalto habría una superioridad boxística de Nonito; logrando conectarle en el cuarto asalto un potente golpe de derecha y otro de izquierda lo cual envió a la lona a su contrincante, luego de levantarse, Donaire volvería conectarle un potente golpe de izquierda que casi vuelve a enviarlo a la lona. El réferi antes de iniciar el quinto asalto, detiene el combate y le comunica a los jueces que éste acaba por un corte de Donaire ocasionado por un "cabezazo" de Simpiwe en el primer asalto, yendo así a las tarjetas donde el filipino ganaría en las tres por 39 a 36 puntos; por lo que obtiene la victoria por decisión técnica y gana así el título mundial de supercampeón de la WBA. Con este título se convierte en campeón de cinco divisiones distintas.
La siguiente pelea de Donaire fue el 18 de octubre de 2014; en la cual se enfrentaba al campeón regular de la WBA el invicto y noqueador jamaiquino Nicholas Walters, en el StubHub Center de Carson. En el primer asalto ambos serían cautelosos y la pelea sería pareja para los dos; durante el segundo asalto, el jamaiquino se animaría a lanzar más golpes; y en un descuido faltando pocos segundos para acabar el asalto, Donaire lograría conectarlo y ponerlo en mala condición al jamaiquino, no obstante este lograría terminar el asalto sin caída; en el tercer asalto, un descuido del filipino, haría que le conectarán un potente upper de derecha, lo cual lo haría poner rodilla en lona y por lo tanto se le hizo la cuenta respectiva, siendo la primera caída de Donaire en toda su carrera; desde ese momento la pelea sería muy favorable para el de Jamaica, que además le había hecho un corte en el párpado derecho a Donaire con su potentes derechas. Para finalizar el sexto asalto, un ataque descuidado de Nonito, haría que descuidara su lado izquierdo, lo cual aprovecharía Nicholas para propinarla un muy potente golpe a la cabeza del filipino, lo cual dejaría a éste en muy malas condiciones en la lona, y aunque pudo levantarse antes de la cuenta de diez, su evidente mal estado ocasionaría que el réferi le detuviera la pelea a los 2:59 del asalto. Así Donaire perdería por primera vez por nocaut, y Walters obtendría el título de supercampeón de la WBA en la división pluma.

### Retorno al supergallo
Donaire derrotó a William Prado en dos asaltos para obtener el título vacante de la NABF en la división supergallo el 28 de marzo de 2015 en el Coliseo Araneta de las Filipinas. Una ráfaga de golpes aturdiría a Prado durante el primer asalto; comenzando el segundo asalto, Donaire se abalanzaría contra su oponente, y al no tener respuesta de su contrincante, el réferi detendría el combate. Prado terminaría con el ojos izquierdo ensangrentado.
El 18 de julio en Macao, se enfrenta al francés Anthony Settoul; logrando enviar a la lona a su oponente en dos ocasiones durante el primer asalto, y una vez en el segundo con un golpe de derecha hacia la cabeza, al ver en malas condiciones al francés, su entrenador decidió lanzar la toalla por lo que el réferi detuvo el combate dándole la victoria a Donaire por KO. Si bien el filipino fue superior en todo el combate a su oponente, aún se vio una falta de táctica defensiva; ya que fue conectado arias veces durante la pelea.
El 11 de diciembre en Puerto Rico enfrenta a César Juárez por el título vacante de la WBO, el cual había sido despojado a Guillermo Rigondeaux. Durante los primeros asaltos se vio a un Donaire impetuoso que lanzaba potentes golpes, y que incluso logró enviar a la lona a su contrincante dos veces durante el cuarto asalto, no obstante, Juárez demostró una buena resistencia ya que en ningún momento mostró estar en malas condiciones de forma clara. Durante la segunda mitad del combate, la pelea sería más pareja; y finalmente, los jueces le daría la victoria a Donaire por decisión unánime, y éste volvería a poseer un título supergallo.
El 23 de julio de 2016, en Filipinas; enfrenta al húngaro Zsolt Bedak; en defensa del título supergallo de la WBO. Donaire sería claramente superior a su rival en todos los asaltos, logrando enviar a éste a la lona dos veces en el segundo y una vez en el tercero, por lo que el réferi Russell Mora decide detener el combate y darle la victoria por nocaut al filipino.
El 5 de noviembre, se enfrenta al invicto norteamericano Jessie Magdaleno; en una pelea donde el filipino se vería muy impreciso al lanzar golpes; culminando en derrota para este por decisión unánime, perdiendo así su título supergallo WBO y sumando la cuarta derrota de su carrera.

## Récord profesional
| 41 Ganadas (27 KOs), 8 Derrotas |        |                       |      |               |            |                                                  | |
| Res.                            | Record | Oponente              | Tipo | Rd., Tiempo   | Datos      | Localidad                                        | Notas |
| D                               | 42-8   | Alexandro Santiago    | UD   | 12            | 2023-07-29 | T-Mobile Arena, Las Vegas                        | Pelea por el título WBC (Super) del peso gallo vacante. |
| D                               | 42-7   | Naoya Inoue           | KO   | 2 (12) (1:39) | 2022-06-06 | Super Arena, Saitama                             | Pierde el título mundial de la WBC (Super) del peso gallo. Por el título mundial de la WBA. Por el título mundial de la IBF. Por el título mundial The Ring. |
| G                               | 42-6   | Reymart Gaballo       | KO   | 4 (12)        | 2021-12-11 | Dignity Health Sports Park, Carson               | Defiende el título mundial WBC del peso gallo. |
| G                               | 41-6   | Nordine Oubaali       | KO   | 4 (12)        | 2021-05-29 | Dignity Health Sports Park, Carson               | Gana el título mundial WBC del peso Gallo (Récord del campeón más veterano de la división con 38 años).                                                      |
| D                               | 40-6   | Naoya Inoue           | UD   | 12            | 2019-11-07 | Super Arena, Saitama                             | Pierde el título mundial de la WBA (Super) del peso gallo. Por el título mundial de la IBF. Final del World Boxing Super Series.                             |
| G                               | 40-5   | Stephon Young         | KO   | 6 (12), 2:37  | 2019-04-27 | Cajundome, Lafayette, Louisiana                  | Defiende el título mundial de la WBA (Super) del peso gallo. Semifinal del World Boxing Super Series                                                         |
| G                               | 39-5   | Ryan Burnett          | RTD  | 4 (12)        | 2018-11-03 | The SSE Hydro, Glasgow                           | Gana el título mundial de la WBA (Super) del peso gallo Cuartos de final del World Boxing Super Series                                                       |
| D                               | 38-5   | Carl Frampton         | UD   | 12            | 2018-04-21 | The SSE Arena, Belfast                           | Por el título mundial interino de la WBO del peso pluma. |
| G                               | 38-4   | Rubén García          | UD   | 10            | 2017-09-23 | Alamodome, San Antonio, Texas                    | Gana el título vacante plata del WBC del peso pluma. |
| D                               | 37-4   | Jessie Magdaleno      | UD   | 12            | 2016-11-05 | Thomas & Mack Center, Paradise, Nevada           | Pierde el Título Mundial de la WBO del peso supergallo. |
| G                               | 37-3   | Zsolt Bedak           | TKO  | 3 (12)        | 2016-04-23 | Araneta Coliseum, Barangay Cubao, Quezón, Manila | Retiene el Título Mundial de la WBO del peso supergallo. |
| G                               | 36-3   | César Juárez          | UD   | 12            | 2015-12-11 | Coliseo Roberto Clemente, San Juan               | Gana el Título Mundial vacante de la WBO del peso supergallo.                                                                                                |
| G                               | 35-3   | Anthony Settoul       | TKO  | 2 (10)        | 2015-07-18 | Venetian Resort, Macao                           | Pelea en peso supergallo. |
| G                               | 34-3   | William Prado         | TKO  | 2 (12)        | 2015-03-28 | Araneta Coliseum, Quezon City, Manila            | Gana el título vacante de la NABF en peso supergallo. |
| D                               | 33-3   | Nicholas Walters      | TKO  | 6 (12)        | 2014-10-18 | StubHub Center, Carson, California               | Pierde el Título Mundial Super WBA de peso pluma. |
| G                               | 33-2   | Simphiwe Vetyeka      | TD   | 4 (12)        | 2014-05-31 | Venetian Resort, Macao                           | Gana el Título Mundial SuperWBA de peso pluma. |
| G                               | 32-2   | Vic Darchinyan        | TKO  | 9 (10)        | 2013-11-09 | Corpus Christi, Texas                            | Pelea en el peso pluma. |
| D                               | 31-2   | Guillermo Rigondeaux  | UD   | 12            | 2013-04-13 | Radio City Music Hall, New York                  | Pierde los Títulos Mundiales de peso supergallo de la WBO y de The Ring. Por el Título Mundial de Supercampeón de la WBA de peso supergallo.                 |
| G                               | 31-1   | Jorge Arce            | KO   | 3 (12)        | 2012-12-15 | Toyota Center, Houston, Texas                    | Retiene los Títulos Mundiales de peso supergallo de la WBO y de The Ring.                                                                                    |
| G                               | 30-1   | Toshiaki Nishioka     | TKO  | 9 (12)        | 2012-10-13 | Home Deport Center, Carson, California           | Retiene los Títulos Mundiales de peso supergallo de la WBO y de la IBF. Y gana los títulos vacantes de The Ring y Diamante del WBC.                          |
| G                               | 29-1   | Jeffrey Mathebula     | UD   | 12            | 2012-07-07 | Mandalay Bay, Las Vegas, Nevada                  | Unifica los Títulos Mundiales de peso supergallo de la WBO y de la IBF.                                                                                      |
| G                               | 28-1   | Wilfredo Vázquez, Jr. | SD   | 12            | 2012-02-04 | Alamodome, San Antonio, Texas                    | Ganó el Título Mundial de peso supergallo de la WBO |
| G                               | 27-1   | Omar Andrés Narváez   | UD   | 12            | 2011-10-22 | Madison Square Garden, Nueva York                | Retiene los Títulos Mundiales de peso gallo de WBC y WBO. |
| G                               | 26-1   | Fernando Montiel      | TKO  | 2 (12)        | 2011-02-19 | Mandalay Bay, Las Vegas, Nevada                  | Ganó los Títulos Mundiales de peso gallo de WBC y WBO. |
| G                               | 25-1   | Wladimir Sidorenko    | KO   | 4 (12)        | 2010-12-04 | Honda Center, Anaheim, California                | Ganó el Título vacante gallo Continental de las Americas del WBC.                                                                                            |
| G                               | 24-1   | Hernán Márquez        | TKO  | 8 (12)        | 2010-07-10 | José Miguel Agrelot Coliseum, San Juan           | Retención del Título interino supermosca de la WBA. |
| G                               | 23-1   | Manuel Vargas         | KO   | 3 (12)        | 2010-02-13 | Las Vegas Hilton, Las Vegas                      | Retención del Título interino supermosca de la WBA. |
| G                               | 22-1   | Rafael Concepción     | UD   | 12            | 2009-08-15 | Hard Rock Hotel and Casino, Las Vegas            | Ganó el Título interino supermosca de la WBA. |
| G                               | 21-1   | Raúl Martínez         | TKO  | 4 (12)        | 2009-04-19 | Araneta Coliseum, Quezon City                    | títulos mundiales retenidos del peso mosca de la IBF e IBO.                                                                                                  |
| G                               | 20-1   | Moruti Mthalane       | TKO  | 6 (12)        | 2008-11-01 | Mandalay Bay Resort and Casino, Las Vegas        | títulos mundiales retenidos del peso mosca de la IBF e IBO.                                                                                                  |
| G                               | 19-1   | Luis Maldonado        | TKO  | 8 (12)        | 2007-12-01 | Foxwoods Resort Casino, Mashantucket             | títulos mundiales retenidos del peso mosca de la IBF e IBO.                                                                                                  |
| G                               | 18-1   | Vic Darchinyan        | TKO  | 5 (12)        | 2007-07-07 | Harbour Yard Arena, Bridgeport                   | Ganó los títulos mundiales del peso mosca de la IBF e IBO. "KO y sorpresa del Año - The Ring"                                                                |
| G                               | 17-1   | Kevin Hudgins         | TKO  | 1 (8)         | 2007-05-12 | Reno Events Center, Reno                         | |
| G                               | 16-1   | Óscar Andrade         | UD   | 12            | 2006-10-07 | Mandalay Bay Resort and Casino, Las Vegas        | Retención del título peso súper mosca de la NABF. |
| G                               | 15-1   | José Luis Cárdenas    | TKO  | 2 (8)         | 2006-07-29 | Chumash Casino, Santa Ynez                       | |
| G                               | 14-1   | Kahren Harutyunyan    | SD   | 12            | 2006-01-20 | Pechanga Resort and Casino, Temecula             | Ganó el título peso súpermosca de la NABF. |
| G                               | 13-1   | Ilido Julio           | UD   | 8             | 2005-11-05 | Caesars Tahoe, Stateline                         | |
| G                               | 12-1   | Daniel González       | KO   | 1 (8)         | 2005-10-01 | Reno Events Center, Reno                         | |
| G                               | 11-1   | Larry Olvera          | UD   | 6             | 2005-07-02 | Reno Events Center, Reno                         | |
| G                               | 10-1   | Paulino Villalobos    | TKO  | 6 (8)         | 2005-05-13 | Civic Arena, San Jose                            | |
| G                               | 9-1    | Gilberto Bolanos      | UD   | 8             | 2004-11-12 | Quiet Cannon, Montebello                         | |
| G                               | 8-1    | Ricardo Barrera       | TKO  | 4 (6)         | 2004-06-18 | Quiet Cannon, Montebello                         | |
| G                               | 7-1    | Jorge López           | TKO  | 1 (6)         | 2003-06-27 | Mare Island Sports Center, Vallejo               | |
| G                               | 6-1    | Mark Sales            | TKO  | 5 (12)        | 2002-11-02 | Joe Cantada Boxing Arena, Taguig City            | |
| G                               | 5-1    | Kaichon Sor Vorapin   | KO   | 2 (12)        | 2002-09-01 | Universidad de Guam, Agaña, Guam                 | Ganó vacante Asia-Pacífico título Super del peso mosca de la WBO.                                                                                            |
| G                               | 4-1    | Noel Alma             | KO   | 1 (4)         | 2002-05-31 | Elorde Sports Complex, Parañaque City            | |
| G                               | 3-1    | José Luis Torres      | TKO  | 1 (4)         | 2001-07-03 | Hyatt Regency Hotel, Monterey                    | |
| G                               | 2-1    | Saul Santoyo          | UD   | 4             | 2001-06-08 | Hollywood Park Casino, Inglewood                 | |
| D                               | 1-1    | Rosendo Sánchez       | UD   | 5             | 2001-03-10 | Pacific Sports Center, Vallejo                   | |
| G                               | 1-0    | José Lázaro           | KO   | 1 (4)         | 2001-02-22 | Hollywood Park Casino, Inglewood                 | |

## Títulos de Boxeo

### Carrera amateur
Nacional:
- 1998 Guantes de Plata Campeón Nacional

- 1999 Juegos Olímpicos Campeón Nacional

- 2000 Campeón del Torneo Nacional de EE. UU.

Internacional:
- 1999 Juegos Olímpicos Campeón Internacional

### Carrera profesional
Títulos mundiales principales:
- IBF campeón mundial del peso mosca (112 libras)

- WBA campeón mundial interino del peso súper mosca (115 libras)

- WBO campeón mundial del peso gallo (118 libras)

- WBC campeón mundial del peso gallo (118 libras)

- WBO campeón mundial del peso supergallo (122 libras)

- IBF campeón mundial del peso supergallo (122 libras)

- WBC diamantecampeón mundial del peso supergallo (122 libras)

- WBA supercampeón mundial del peso pluma (126 libras)

Títulos mundiales secundarios:
- IBO campeón mundial del peso mosca (112 libras)

Títulos regionales:
- WBC: Continental Americas campeón peso gallo (118 libras)

- WBO: Asia Pacífico campeón del peso mosca (112 libras)

- NABF: Super Campeón del peso mosca (115 libras)